# Lom Chlum
Lom Chlum je přírodní památka ev. č. 1408, která se nachází v katastrálním území Dolní Lomnice u Kunic, části obce Kunice v okrese Praha-východ. Správa AOPK Praha.
Důvodem ochrany je zatopený lom s výskytem obojživelníků a plazů.

## Historie
V granitoidovém lomu se přestal dobývat kámen na začátku 60. let 20. století. Lom si následně vzali do pronájmu a později odkoupili sochař Slavoj Nejdl a grafik a autor filmových plakátů Vratislav Hlavatý. Ti přestavěli opuštěné budovy lomu a kovářskou dílnu na haciendu s terasou otevřenou k lomu. Zde se během dalších let scházela společnost známých umělců.

### Lom v próze Bohumila Hrabala
Koncem 60. let začal lom navštěvovat i Bohumil Hrabal. Prostředí s pozůstatky těžebních strojů, nebo lano s kladkou, na kterých se hosté spouštěli do vody, později zvěčnil ve své novele Obsluhoval jsem anglického krále. V knize sem umístil přepychový hotel milionáře Jana Dítěte.